# 本草纲目拾遗
《本草纲目拾遗》是清代赵学敏编著的本草著作，撰于乾隆30年（1765年），后续又增补至嘉庆8年（1803年），初刊于同治3年（1864年）。